# Scytodes lorenzoi
Scytodes lorenzoi là một loài nhện trong họ Scytodidae.
Loài này thuộc chi Scytodes. Scytodes lorenzoi được miêu tả năm 1977 bởi Alayón.